# أنسون د. مورس
أنسون د. مورس (بالإنجليزية: Anson D. Morse)‏ هو مؤرخ أمريكي، ولد في 1846، وتوفي في 1916.